# Hô Lan
Hô Lan (tiếng Trung: 呼兰区, Hán Việt: Hô Lan khu) là một quận thuộc địa cấp thị Cáp Nhĩ Tân, tỉnh Hắc Long Giang, Cộng hòa Nhân dân Trung Hoa. Quận này có diện tích 2185,9 km², trong đó diện tích đô thị là 23,3 km², dân số 620.000 người. Mã số bưu chính của Hô Lan là 150500. Về mặt hành chính, quận Hô Lan được chia thành 4 nhai đạo biện sự xứ, 10 trấn và 3 hương. Chính quyền quận Hô Lan đóng ở số 8, đường Nam Kinh. Quận này nguyên là huyện Hô Lan và được nâng thành quận ngày 4 tháng 2 năm 2004.